# Tanukové
Tanukové (arabsky تنوخ nebo تنوخ) byli ve starověku a raném středověku konfederace arabských kmenů v oblasti severní části Arábie, dnešního Jordánska, Sýrie a Iráku. Původně pocházeli z jihu Arabského poloostrova a na území Sýrie se usadili až později jako foederáti Východořímské říše, aby mohli střežit její hranice.

## Historie
Tanukové se již měli významně podílet na porážce Palmýrské říše královny Zenobie ve 3. století. Někdy ve 3. nebo 4. století přijali křesťanství a stali se spojenci a foederáty Východořímské říše. Stali se zanícenými bojovníky za křesťanskou víru, zároveň na jimi ovládaném území vzniklo mnoho klášterů. Přestože v roce 378 povstali pod vedením královny Mavie proti císaři Valensovi, celý konflikt byl nakonec vyřešen příměřím. Mavie pak dokonce vyslala Valensovi na pomoc jízdu do války proti Gótům. Křehký smír byl ukončen za Theodosia I. a Tanukové opětovně povstali proti římské nadvládě. V době muslimské expanze v 7. století bojovali na straně Byzance proti muslimským Arabům, ale porážka spojeného vojska Byzance a křesťanských Arabů v bitvě u Jarmúku v roce 636 změnila dosavadní poměry, po ní Tanukové přestali být foederáty říše. V 8. století přestoupili na islám, snad kvůli nátlaku muslimských Arabů, a mezi křesťany byli čas od času přezdíváni jako tzv. „saracéni“. V 11. století byl svaz posílen o další příchozí kmeny z jihu Arábie, jedním z nichž byl Banú Ma'an. Právě tento kmen byl pak pověřen vládcem Damašku úkolem bránit libanonské pohoří před tažením první křížové výpravy, jež měla za cíl osvobodit Jeruzalém z rukou muslimů. Poté však Tanukové definitivně mizí ze světa. Má se za to, že k Tanukům náležející kmeny jako Banú Ma'an po rozpadu svazu utvořily nové skupiny drúzů, které stejně jako Tanukové obývaly libanonské pohoří společně s ší'itskými muslimy do 14. století.